# Ann-Marie Fagell-Regnér
Ann-Marie Louise Fagell-Regnér, född 22 december 1916 i Götene, Skaraborgs län, död 22 februari 1993 i Lidköping, var en svensk författare och tecknare.  
Fagell-Regnér var dotter till Hilding Fagell och Svea Granberg. Hon studerade konst vid Otte Skölds målarskola 1937-1938 och gjorde studieresor till Italien, Frankrike, Danmark och Norge. Separat ställde hon ut i bland annat Hässleholm och hon medverkade i ett flertal samlingsutställningar i södra Sverige. Hennes konst består av interiörer, landskap, blomsterstilleben och porträtt ofta av barn. Hon utgav 1993 boken Gränsland: minnen, dofter, bilder, ordlekar, namnlöst. Under åren 1942-1950 var hon gift med John Regnér.